# Albota de Jos
Albota de Jos est une commune du district de Taraclia, en Moldavie. Elle est composée de trois villages : Albota de Jos, Hagichioi et Hîrtop. La commune compte 1425 habitants.